# 999 (album)
999 è l'album di debutto omonimo del gruppo punk inglese 999, pubblicato nel marzo 1978. Il disco contiene i primi singoli della carriera della band, ossia I'm Alive/Quite Disappointing, Nasty Nasty/No Pity e Emergency, tutti già editi nel 1977.

## Tracce
- Tutte le tracce scritte da Nick Cash/Guy Days tranne dove indicato.

1. Me and My Desire – 3:48
2. Chicane Destination - 2:43
3. Crazy - 3:39
4. Your Number Is My Number - 2:59
5. Hit Me - 2:56
6. I'm Alive (Cash/Days/Watson) - 2:35
7. Titanic (My Over) Reaction - 3:34
8. Pick It Up - 2:44
9. Emergency - 2:53
10. No Pity - 2:00
11. Direct Action Briefing - 2:21
12. Nobody Knows (Cash/Days/Pablo Labritain/Watson) - 3:14

### Bonus track (ristampa 2000)
1. Quite Disappointing - 2:11
2. Nasty Nasty - 2:03
3. My Street Stinks - 1:44

## Formazione
- Nick Cash - voce, chitarra
- Guy Days - chitarra, voce d'accompagnamento
- Jon Watson - basso, voce d'accompagnamento
- Pablo Labritain - batteria

## Crediti
- Andy Arthurs - produttore
- Mark Brennan - note di copertina
- Tim Smith - redesign

note: 